# Saint-Samson, Mayenne

Saint-Samson este o comună în departamentul Mayenne, Franța. În 2009 avea o populație de 426 de locuitori.